# Georg Trakl

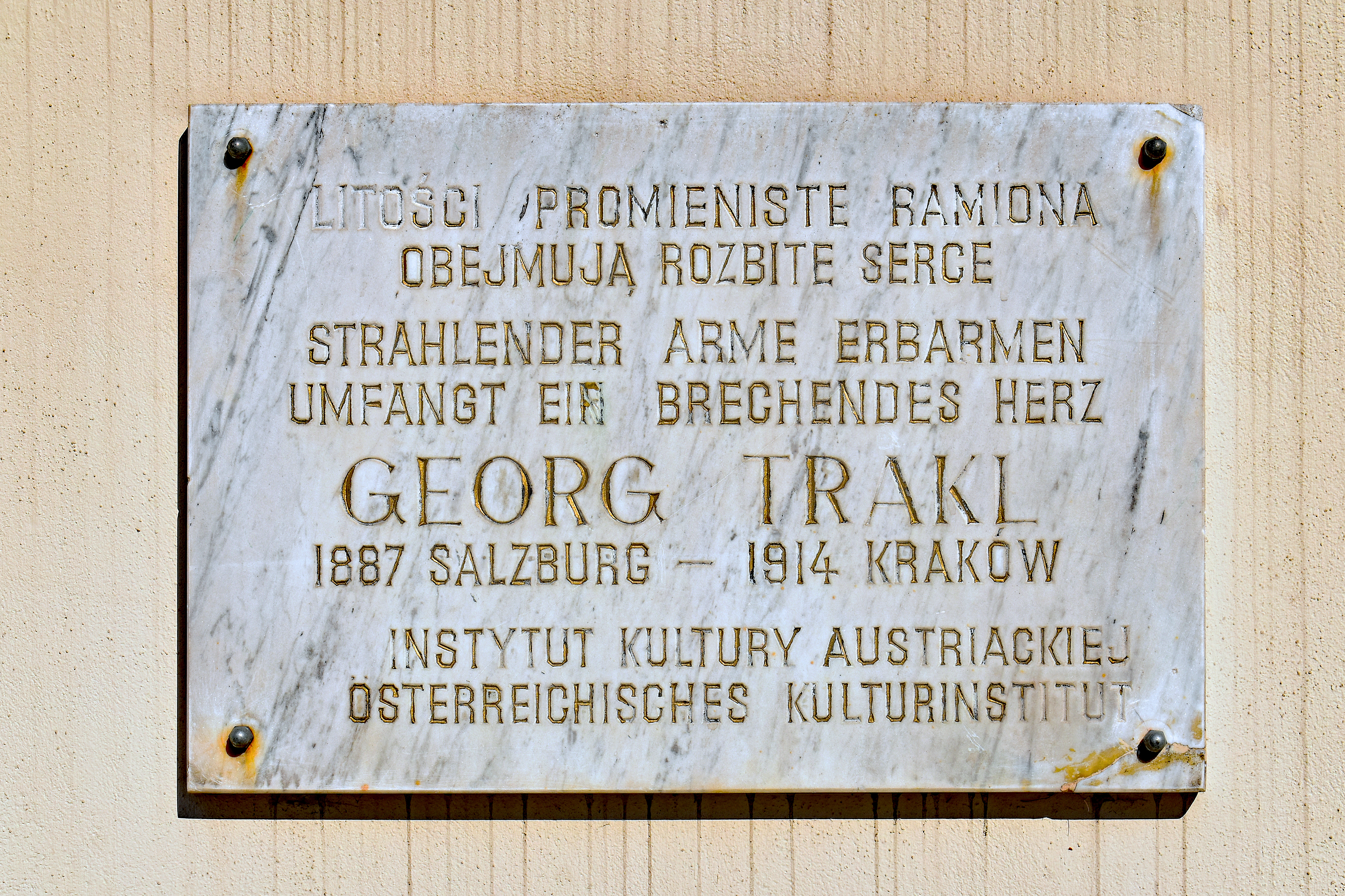
Tablica pamiątkowa
Szpital Wojskowy, Kraków ul. Wrocławska 1-3.

Georg Trakl (ur. 3 lutego 1887 w Salzburgu, zm. 3 listopada 1914 w Krakowie) – poeta austriacki reprezentujący ekspresjonizm.
Przedmiotem jego poezji jest sens istnienia, śmierć, zniszczenie i przemijanie. Reprezentował dekadentyzm i katastrofizm, przewidywał upadek Austro-Węgier. W 1910 zdobył wykształcenie farmaceuty. W tym zawodzie pracował w szpitalu w Innsbrucku, a po wybuchu wojny został wcielony do armii i wysłany na front. Na skutek kontaktu z ciężko rannymi i umierającymi żołnierzami popadł w głęboką depresję. Leczony w szpitalu wojskowym w Krakowie zmarł wskutek przedawkowania kokainy, prawdopodobnie śmiercią samobójczą. Przez kilka lat po wojnie  jego grób znajdował się na cmentarzu Rakowickim, po ekshumacji prochy przewieziono do Austrii.
Trakl jest jedną z najciekawszych postaci niemieckojęzycznej sceny literackiej XX wieku, postrzeganą jako indywiduum kontrowersyjne, którego dzieciństwo i młodość naznaczone zostały skomplikowanymi relacjami z matką poety, jego domniemaną kazirodczą miłością do własnej siostry Grety, nadużywaniem narkotyków i alkoholizmem. Wiersze Trakla wpisują się – formalnie i znaczeniowo – w nurt ekspresjonistyczno-symboliczny i wywarły ogromny wpływ na kolejne pokolenia artystów, głównie ze świata muzycznego (powstały liczne kompozycje ilustrujące utwory austriackiego twórcy). Od 1952 roku rodzinne miasto poety przyznaje nagrodę jego imienia, Georg-Trakl-Preis.

## Twórczość
Daty w nawiasach dotyczą wydań.
- Gedichte (1913)
- Sebastian im Traum (1915)
- Die Dichtungen (1917)

Polskie przekłady:
- Poezje, tłumacze różni, PIW 1973,
- Poezje zebrane, przeł. A. Lam, rim-press 1992,
- Jesień duszy, przeł. K. Lipiński, Miniatura 1993, 1996 wyd. 2 rozszerzone, 2009,
- Wiersze z rękopisów, przeł. A. Lam, PWN 2000,
- Sebastian we śnie i inne wiersze, przeł. A. Pomorski, Oficyna Literacka 2001,
- Poezje wszystkie, przeł. A. Lam, Instytut Mikołowski 2012,
- Helian i inne wiersze, przekł.W. Trzeciakowski,  Galeria Autorska Jan Kaja, Jacek Soliński 2015.

## Literatura
- Emil Barth: Georg Trakl, Essay. Zum Gedächtnis seines fünfzigsten Geburtstages am 3. Februar 1937, 2001. ISBN 3-89086-737-5.
- Otto Basil: Georg Trakl. Mit Selbstzeugnissen und Bilddokumenten dargestellt. 18. Aufl. Rowohlt, Reinbek 2003, ISBN 3-499-50106-6 (Nachdr. d. Ausg. Reinbek 1965).
- Hartmut Cellbrot: Trakls dichterisches Feld, Rombach Verlag Freiburg i. Br. 2003, ISBN 3-7930-9353-0.
- Alfred Doppler: Die Lyrik Georg Trakls, Wien u. a. 1992.
- Erinnerung an Georg Trakl. Salzburg: Otto Müller.
- H. Esselborn: Georg Trakl. Die Krise der Erlebnislyrik. Böhlau Verlag KG, Köln 1981.
- Franz Fühmann: Vor Feuerschlünden. Erfahrung mit Georg Trakls Gedicht. Hinstorff, Rostock 1982, ISBN 978-3-356-00869-2
- Francesco Gagliardi: L'azzurro dell'anima, Morlacchi Editore, Perugia, 2007.
- Martin Heidegger: Die Sprache im Gedicht. Eine Erörterung von Georg Trakls Gedicht. W: Martin Heidegger: Unterwegs zur Sprache. Pfullingen: Neske, 1959, Neuausgabe bei Klett-Cotta, Stuttgart 14. A. 2007, ISBN 978-3-608-91085-8.
- Franz Kain: In Grodek kam der Abendstern, Bibliothek der Provinz, Weitra 1996, ISBN 3-85252-058-4
- Helmut Schinagl: Die dunklen Flöten des Herbstes. Der Lebensroman des Dichters Georg Trakl, Graz 1971.
- Annemarie Schwarzenbach: Georg Trakl [1931]. W: Mitteilungen aus dem Brenner-Archiv 23/2004, S. 47-81.
- Tadeusz Sławek: Kim jesteśmy? Fragmenty do poezji Georga Trakla. Wstęp: Zbigniew Kadłubek. Uniwersytet Śląski w Katowicach 2011. ISBN 978-83-61061-69-4.
- Alexander Stillmark: Poems & Prose. A Bilingual Edition. European Poetry Classics. Translated from the German and with an introduction and notes by A.Stillmark. Evanston, Illinois: Northwestern University Press 2005. ISBN 0-8101-2006-2.
- Ingrid Strohschneider-Kohrs: Fast schon jenseits der Welt. Georg Trakls Gedicht »Klage«. Verlag Ulrich Keicher, Warmbronn 2010, ISBN 978-3-938743-93-5.
- Hans Weichselbaum: Georg Trakl. Eine Biographie mit Bildern, Texten und Dokumenten. Salzburg 1994, ISBN 3-7013-0889-6.